# Бирюков, Аркадий Павлович
Аркадий Павлович Бирюков (23 февраля [6 марта] 1892, Першинское, Пермская губерния — 29 июня 1969, Шадринск, Курганская область) — советский врач-педиатр и агроном-садовод, селекционер, военврач 2-го ранга.

## Биография
Аркадий Бирюков родился 23 февраля (6 марта) 1892 года в семье псаломщика в селе Першинском Першинской волости Шадринского уезда Пермской губернии, ныне село входит в Далматовский муниципальный округ Курганской области. С детства Аркадий Павлович имел склонность к чтению жития святых и другой церковной литературы. 
В 1902 году окончил Першинское земское начальное училище, в 1906 году — Камышловское духовное училище, а в 1912 году — Пермскую духовную семинарию. 
В 1912 году учился в Казанском ветеринарном институте, зарабатывая на жизнь пошивом и ремонтом обуви. Из-за тяжёлых условий у него открылся легочный туберкулез, поэтому учебу в институте в начале 1913 года пришлось бросить.
С 1913 или 1914 года служил священником в церкви Рождества Пресвятой Богородицы в селе Шмаковском Ирбитского уезда Пермской губернии, затем его перевели в Богоявленскую церковь села Катайского Камышловского уезда Пермской губернии.
Осознав свою беспомощность во время болезни собственной дочери, умершей от токсической диспепсии в 5 месяцев, А.П. Бирюков решил стать врачом–педиатром. С августа 1917 года учился на медицинском факультете Пермского государственного университета. С наступлением осени 1918 года фронт гражданской войны отрезал его от университета и учебу временно пришлось оставить. Зимой с церковной службы в с. Катайском ушёл, занялся чеботарством. Спустя два года А.П. Бирюков смог продолжить учебу на медицинском факультете, а в 1924 году его окончил, получив профессию врача-педиатра. 

### Врач
Трудовую деятельность начал 2 октября 1924 года врачом-ординатором Катайской районной больницы в с. Катайском. 
В феврале 1925 года открыл первую районную детскую и женскую консультацию в с. Катайск. 
1 ноября 1925 года он перевелся в Шадринск, где стал заведовать Шадринской окружной женско-детской консультацией. Затем заведовал детскими яслями «1 Мая» в Шадринске и окружными курсами по подготовке ясельных работников. Работал в Шадринской центральной амбулатории, заведовал Катайским врачебным участком, окружными курсами по подготовке ясельных работников. 
В 1938—1939 годах служил в Рабоче-крестьянской Красной армии, военврач 2-го ранга. В 1941 году Бирюков был демобилизован и по 1943 год работал в медицинских учреждениях Читы и Читинской области в должностях — ординатор хирургического отделения эвакогоспиталя № 1384, начальник инфекционного отделения эвакогоспиталя № 1467, педиатр-инфекционист и педиатр-консультант областной поликлиники, начальник кабинета переливания крови и ординатор инфекционного и терапевтического отделений эвакогоспиталя № 1482. В 1944 году вернулся в Шадринск, где работал врачом-педиатром в спецшколе № 12 и железнодорожной больнице станции Шадринск. 

### Садовод
Аркадий Павлович Бирюков известен не только как врач, но и как садовод-селекционер. В апреле 1926 года он заложил на своём участке приусадебный сад. Позднее создавал плодово-ягодные сады при лечебно-профилактических учреждениях, в которых работал. В 1931 году поступил на заочное отделение садоводческого факультета Московской сельскохозяйственной академию имени Тимирязева, а через год перевёлся в только что организованный Институт плодоводства имени Мичурина (ныне Всероссийский НИИ садоводства имени И. В. Мичурина), который окончил с отличием, получив диплом агронома-садовода в 1934 году.
7 июня 1932 года Бирюков заложил в окрестностях Шадринска промышленный сад, который стал плодово-ягодным опорным пунктом Уральской зональной опытной станции; был его научным руководителем. 3 декабря 1932 года образован Шадринский плодопитомнический совхоз (центральная усадьба — село Ключи Шадринского района). Через четыре года Аркадий Бирюков подготовил к реализации 35 тысяч саженцев яблони и несколько десятков тысяч ягодников смородины, земляники и малины. Это позволило заложить сады в зауральских колхозах на площади в 25 гектаров. В это же время он готовил кадры колхозных садоводов. В апреле 1938 года организовал и возглавил при Шадринском горисполкоме Мичуринскую секцию, реорганизованную впоследствии в Шадринское Мичуринское общество садоводов. Проводил научное изучение плодовых сортов по методике и инструкциям НИИ имени Мичурина, готовил кадры колхозных садоводов, пропагандировал садоводство в печати. Встречался лично с Иваном Владимировичем Мичуриным.
В годы Великой Отечественной войны, работая в медицинских учреждениях Читы, заложил сад около здания госпиталя.
После войны полностью посвятил свою жизнь садоводству. Испытал около 500 сортов плодовых деревьев и кустарников, вывел 60 новых зимостойких сортов яблонь, вишни и сливы, организовал производство саженцев на промышленной основе. Занимаясь просветительской деятельностью, организовал курсы садоводов, секцию для развития приусадебного садоводства при Шадринском горисполкоме, реорганизованную впоследствии в Шадринское Мичуринское общество садоводов, провел 550 экскурсий, 32 выставки, прочитал более шести тысяч лекций. Был автором около 300 статей, книг и брошюр по вопросам садоводства, которые печатались в журналах «Агробиология», «За мичуринское плодоводство», «Вестник плодово-ягодных культур», «Садоводство» и других изданиях. 
Среди всех искусственно выведенных сортов яблок, одним из наиболее распространенных является яблоневое дерево сорта Аркад Бирюкова. Она была выведена для получения поздних, но ароматных и вкусных плодов. Сорт появился благодаря опылению пыльцой корнесобственного сеянца № 21 Бирюкова.
С 1 августа 1950 года А.П. Бирюкову назначена персональная пенсия местного значения. 
Аркадий Павлович Бирюков умер 29 июня 1969 года в городе Шадринске Курганской области. Похоронен на Воскресенском кладбище города Шадринска.

## Награды
- Знак «Ударнику Сталинского похода за высокий урожай», декабрь 1935 года
- Медаль «За победу над Германией в Великой Отечественной войне 1941—1945 гг.»
- Медаль «За доблестный труд в Великой Отечественной войне 1941—1945 гг.»
- Медаль «В ознаменование 100-летия со дня рождения И. В. Мичурина»

## Память
- Имя Бирюкова присвоено центральной улице села Ключи Шадринского района и Ключевской средней школе[5].
- На его доме в Шадринске, ул. Советская, 130, установлена мемориальная доска с текстом: «Здесь с 1925 по 1969 гг. жил известный зауральский садовод-селекционер Аркадий Павлович Бирюков (1892—1969)».
- С 2007 года ЗАО «Сады Зауралья» вручало лучшим садоводам премию имени А. П. Бирюкова. Законом Курганской области от 2 июня 2015 года № 45 изменён её статус, премия стала присуждаться постановлением Правительства Курганской области.
- На хранении в Государственном архиве в г. Шадринске имеется личный фонд А.П. Бирюкова, куда включены документы биографического характера, творческой, служебной деятельности, переписка А.П. Бирюкова по вопросам садоводства; его фото[6].

## Семья
- Отец, Павел Владимирович Бирюков, псаломщик, был писарем Смолинского волостного правления Пермской губернии, и  по совместительству секретарем кредитной кооперации. В семье было 12 детей, но выжили только 8 сыновей и 2 дочери.
- Мать, Александра Егоровна (урожд. Шаброва).
  - Брат Владимир (10 (22) июля 1888 года — 18 июня 1971) — краевед,  филолог.
  - Брат Павел — священник в Шадринске.
  - Брат Василий (22 февраля (6 марта)  1898 года — ?) — художник.
  - Брат Михаил (24 февраля (9 марта)  1902 года — 1989) — учёный селекционер, кандидат сельскохозяйственных наук, учёный-краевед (исследовал документы Далматовского монастыря).
- 1-я жена Нина Григорьевна (?—1921, от тифа), дочь священника Григория Ляпустина. В 1911 году окончила Екатеринбургское женское епархиальное училище и получила звание домашней учительницы. Обвенчались 3 (16) февраля 1913 года в селе Макарьевском Шадринского уезда.
  - Дочь Вера (16 (29) октября 1917 года — ?)
- 2-я жена Александра Васильевна, вдова священника Словцова, расстрелян в 1917 году. Работала учительницей в селе Першинском. Брак был зарегистрирован в 1924 году, её детей от 1-го брака усыновил[7].
  - Падчерица Тамара (1913—?)
  - Пасынок Борис (1916—?)